# HarbourFront

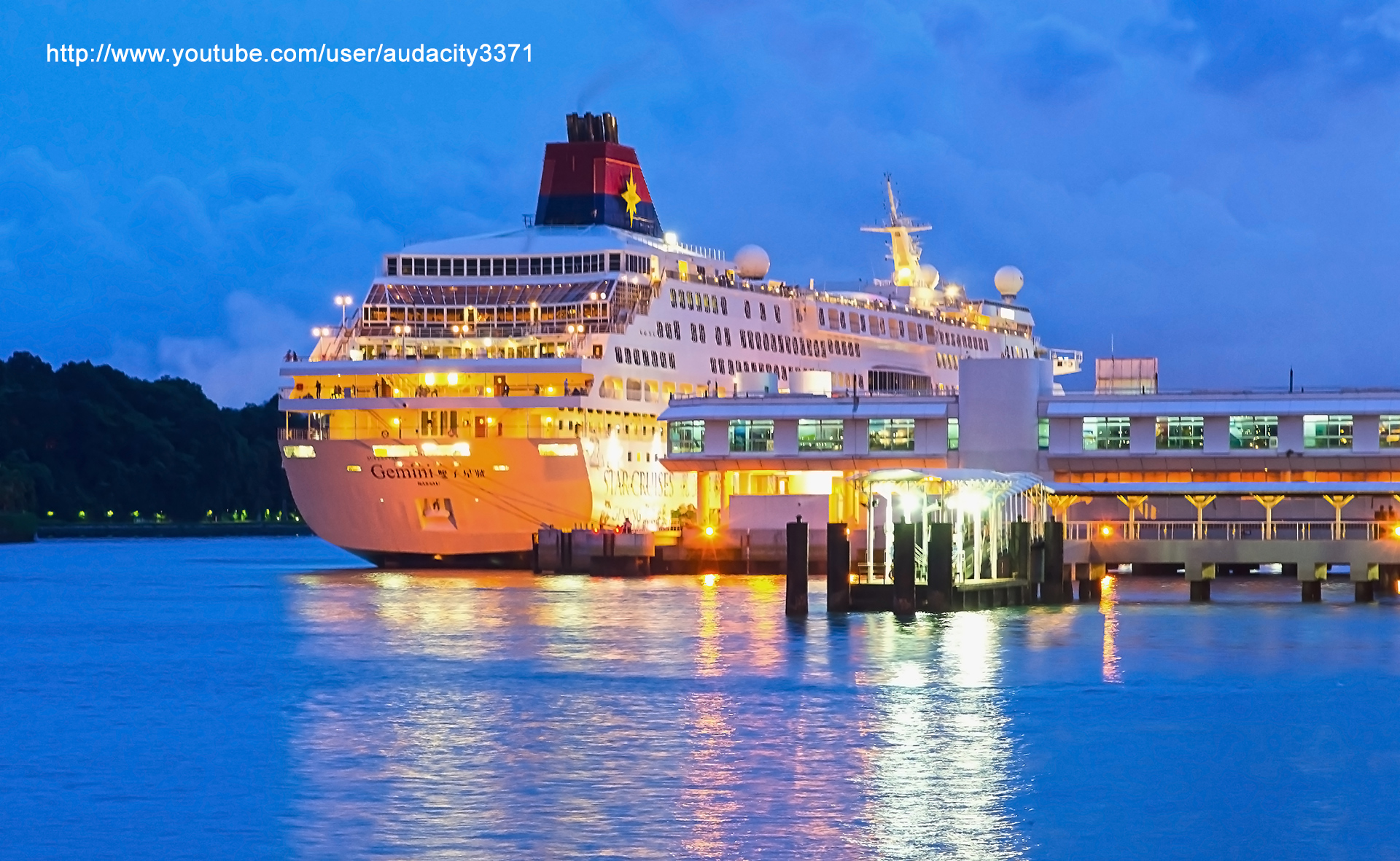
Khu vực Harbourfront.

HarbourFront (tiếng Trung: 港湾; bính âm: Gǎng Wān) là một huyện nằm ở phía nam Singapore. Trước kia khu vực này được biết đến như Seah Im. Sau khi các cảng Singapore được mở rộng thì nó được gọi là Quảng trường Hàng hải và cũng được gọi là khu vực "World Trade Centre". Tên HarbourFront được đặt ra vào năm 2000.